# Benoîte Groult
Benoîte Groult   (8è districte de París, 31 de gener de 1920 - Ieras, 20 de juny de 2016) nom de ploma de Benoîte Marie Rose-Nicole Groult,  fou una periodista, escriptora i activista feminista francesa. L'abril de 2010 es va convertir en comandant de la Légion d'honneur.

## Biografia
Groult va nàixer el 31 de gener del 1920 a París, filla del dissenyador de mobles André Groult (1884-1966), i de Nicole Poiret (1887-1967), dissenyadora de moda, germana del dissenyador Paul Poiret. Es va criar a la classe alta parisenca. Groult va assistir a la Sorbona, on va estudiar llatí i grec. Després d'acabar els seus estudis de literatura l'any 1953, va treballar com a periodista per a la televisió en el Journal de la Radiodiffusion Française (RDF) des de l'Alliberament i hi romangué fins al 1953. Abans de publicar un llibre propi el 1972, va coescriure tres llibres amb la seua germana menor, Flora Groult, també escriptora. Per ella mateixa, finalment va publicar una vintena de novel·les i nombrosos assaigs sobre feminisme.
Com que Benoîte Groult era feminista, les seves novel·les sovint tracten temes com la història del feminisme, la discriminació de les dones i la misogínia.La seva novel·la Les vaisseaux du cœur, publicat el 1988, va ser anomenat pornogràfic per alguns a causa de les seves representacions sexuals explícites. Va ser filmat per Andrew Birkin l'any 1992 amb el títol Salt on Our Skin.

## A cultura popular
Benoîte Groult va ser objecte de diversos documentals. Anne Lefant va dedicar el documental Une chambre à elle: Benoîte Groult ou comment la liberté vint aux femmes a Groult, que en aquell moment tenia 86 anys. Inclou testimonis de Josyane Savigneau, Paul Guimard i Yvette Roudy i va ser publicat el 2006 per Hors Champ Productions. El 2008 el documental Benoîte Groult, le temps d'apprendre à vivre, escrit per Marie Mitterrand i dirigit per Jean-Baptiste Martin, emès a France 5 com a part de la sèrie Empreintes. El 2013 Grasset va publicar una novel·la gràfica basada en la vida de Benoîte Groult, anomenada Ainsi soit Benoîte Groult, de la mà de Catel.
Va col·laborar en algunes publicacions, com ara: Elle, Parents, Marie Claire, etc.
Des de la infantesa havia practicat l'escriptura; va publicar, però, prou més tard, primer amb la seua germana Flora: Journal à quatre mains (1958), novel·la autobiogràfica sobre el període de l'Ocupació alemanya.
Fou membre del jurat del Festival Internacional de Cannes al 1977.
El 1978, Benoîte Groult i Claude Servan-Schreiber crearen una revista mensual feminista: F Magazine, en què Benoîte escrivia els editorials.
Entre el 1984 i el 1986, fou presidenta del comitè responsable de la feminització dels noms de professions i funcions, etc., a l'estat francès. Aquest comitè fou creat per Yvette Roudy, ministra de Drets de les Dones. Alguns gramàtics, lingüistes i escriptors hi treballaren, i es publicà un decret de feminització en el Butlletí Oficial al març del 1986.
Fou membre del jurat del Premi Fémina des del 1982, i del comitè honorari de l'Associació per al Dret a Morir amb Dignitat (ADMD). 
El 2011 donà els seus arxius al Centre d'Arxius del Feminisme, que forma part de la Biblioteca de la Universitat d'Angers.
Es casà tres vegades. El 1944, amb l'estudiant de medicina Pierre Heuyer, que va morir poc després de tuberculosi. El 1951, amb el periodista Georges de Caunes, amb qui va tenir dues filles. Més tard es va casar amb l'escriptor Paul Guimard (1921-2004), amb qui va tenir una filla el 1953.
Tenia una casa de vacances a Derrynane (República d'Irlanda) i hi passava l'estiu des del 1977 fins al 2003. El president François Mitterrand la va visitar el 1988.

## Vida personal
Benoîte Groult es va casar tres vegades. El 1944 es va casar amb l'estudiant de medicina Pierre Heuyer, que va morir poc després de tuberculosi. El 1951 es va casar amb el periodista Georges de Caunes amb qui va tenir dues filles, Blandine i Lison. Més tard es va casar amb l'escriptor Paul Guimard (1921-2004). La parella tenia una filla, Constance.
En els darrers anys de la seva vida, va patir la malaltia d'Alzheimer. La seva filla, Blandine de Caunes, al seu llibre La mère morte (Estoc), explica com, el 20 de juny de 2016, un metge belga i amic de la família va arribar d'incògnit a Hyères (Var) i li va donar a la seva mare 96 anys una injecció intravenosa letal.

## Escriptura
Abans de publicar el seu propi llibre al 1972, havia escrit tres llibres conjuntament amb la seua germana Flora. Els assaigs i novel·les de Benoîte Groult sovint tracten temes com la història del feminisme, la discriminació de les dones i la misogínia. La seua vida i obra són un testimoni de l'agitació social en les relacions entre els homes i les dones que han marcat el segle xx. Ainsi soit-elle (1975), un assaig feminista que va vendre 1 milió de còpies, presenta a grans trets el feminisme de l'època. Ella fou la primera a l'estat francès a denunciar públicament la mutilació genital femenina.
La seva novel·la Els vaisseaux du cœur, publicada el 1988, mostra les relacions sexuals explícites d'una relació tempestuosa entre una dona intel·lectual parisenca i un pescador de Bretanya; es va convertir en un èxit de vendes i fou traduïda a 27 idiomes. Andrew Birkin en feu una pel·lícula al 1992: La pell del desig.(1)
Mon evasion és una autobiografia en què transmet amb un estil reflexiu però directe la seua trajectòria en el moviment feminista, la sexualitat i l'escriptura. Va publicar vint novel·les i molts assaigs sobre feminisme.

## Llibres
- Journal à quatre mains (1958), novel·la escrita amb la seua germana Flora Groult
- Le Féminin pluriel (1965), novel·la escrita amb la seua germana Flora Groult
- Il était deux fois (1967), novel·la escrita amb la seua germana Flora Groult
- La Part des choses (1972), novel·la
- Ainsi soit-elle (1975), assaig sobre la condició femenina.
- Le Féminisme au masculin (1977), assaig sobre dones feministes
- La Moitié de la terre (1981), assaig
- Els Trois Quarts du temps (1983), novel·la
- Olympe de Gouges (1986), texts reunits i presentats per Benoîte Groult
- Els Vaisseaux du cœur (1988), novel·la
- Pauline Roland ou Comment la liberté vint aux femmes (1991), biografia
- Cette mâle assurance (1994), assaig sobre la misogínia
- Histoire d'une évasion (1997), assaig autobiogràfic
- La Touche étoile (2006)
- Mon évasion: autobiographie (2008)
- Romans (2009)
- Ainsi soit Olympe de Gouges Grasset (2013)
- Um toque na estrela (2009)
- Journal d'Irlande: Carnets de pêche et d'amour, texte établi et préfacé par Blandine de Caunes, Grasset 2018

Fonts:

## Premis
- Gran Oficial de la Legió d'Honor. N'esdevingué dama el 10 de juny del 1986, ascendida a oficial el 13 de juliol del 1994, a comandanta el 2 d'abril del 2010, i finalment a gran oficial el 25 de març del 2016.[20][1]
- Gran Oficial de l'Orde Nacional del Mèrit. Condecorada el 14 de novembre del 2013, amb motiu del cinquantenari de l'Orde Nacional del Mèrit pel president François Hollande. Havia estat promoguda directament a comandanta el 14 de maig del 1998 per a recompensar els seus cinquanta-set anys d'activitat literària.[21][22][23]
- Ciutadana honorària de la ciutat de Roanne el 7 de març del 2010.